# لیو شان
لیو شان (۲۰۷ تا ۲۷۱)، با نام محترم گونگسی، دومین و واپسین امپراتور شو هان در دوره‌ی سه امپراتوری بود.